# 中山貴博
中山 貴博（なかやま たかひろ、1990年6月17日 - ）は、日本の元プロレスラー。

## 来歴
- 2011年2月にTAJIRIが当時主催していたSMASHトレーニングキャンプに参加して練習生となる。憧れの選手は同団体の真琴。
- 4月5日、TAJIRI元SMASH所属選手と練習生とレフェリーとともに新団体のWNCに移籍。練習生としての活動のほか裏方業務も行う[1]。
- 2014年7月1日にWNCの活動が停止する。さらに父が脳梗塞、母がガンになり練習生生活を半ばリタイアしてコンビニのバイトなどで生活費を稼いでいた。
- 7月30日、新宿FACEで団体活動停止前に独立した篠瀬三十七のASUKA PROJECTに練習生として入団。
- 10月26日、王子大会にて挨拶を行う。後楽園ホール大会でデビューすることが決定。
- 11月27日、2014年に発覚した先天性持病である脊柱管狭窄症が発覚し、後楽園ホール大会のデビュー戦で引退をする記念試合を行う。試合では憧れの選手である真琴と同期で親友の勝俣瞬馬とのタッグを結成。対戦相手は篠瀬が尊敬する菊タローと木藤裕次と加藤悠。

## 特徴
- 練習生時代はコンビニの夜勤をしていた。

## エピソード
- 篠瀬は中山のことを「ケジメ（思い出）」を作ってやりたい、ただその一心で後楽園ホール大会を開催しそこでの記念試合をわがままで考案したと言う。